# Болхов
Бо́лхов — город в России, административный центр Болховского района Орловской области. Образует одноимённое муниципальное образование городское поселение Болхов как единственный населённый пункт в его составе.
Площадь — 1187 га.

Население — 9359 чел. (2023).

## Физико-географическая характеристика
Болхов расположен на Среднерусской возвышенности в центре Восточно-Европейской равнины, на реке Нугрь (приток Оки). Является северо-западным райцентром Орловской области.

### Время
Город Болхов, как и вся Орловская область, находится в часовой зоне МСК (московское время). Смещение применяемого времени относительно UTC составляет +3:00.

### Климат
Болхов удалён от моря и находится в зоне действия умеренно—континентального климата (в классификации Кёппена — Dfb), который зависит от северо-западных океанических и восточных континентальных масс воздуха, взаимодействующих между собой и определяющих изменения погоды. Зима умеренно прохладная. Лето неустойчивое. Среднегодовая температура составляет 5,1 °C. Среднегодовое количество осадков — 627 мм.

## История
Доисторический период

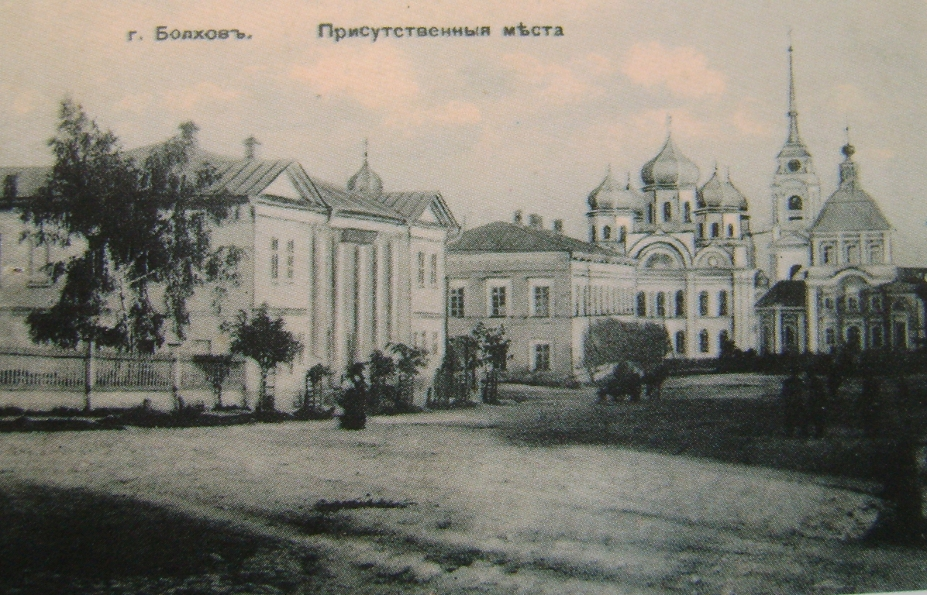
Болхов. Присутственные места. Нач. XX века

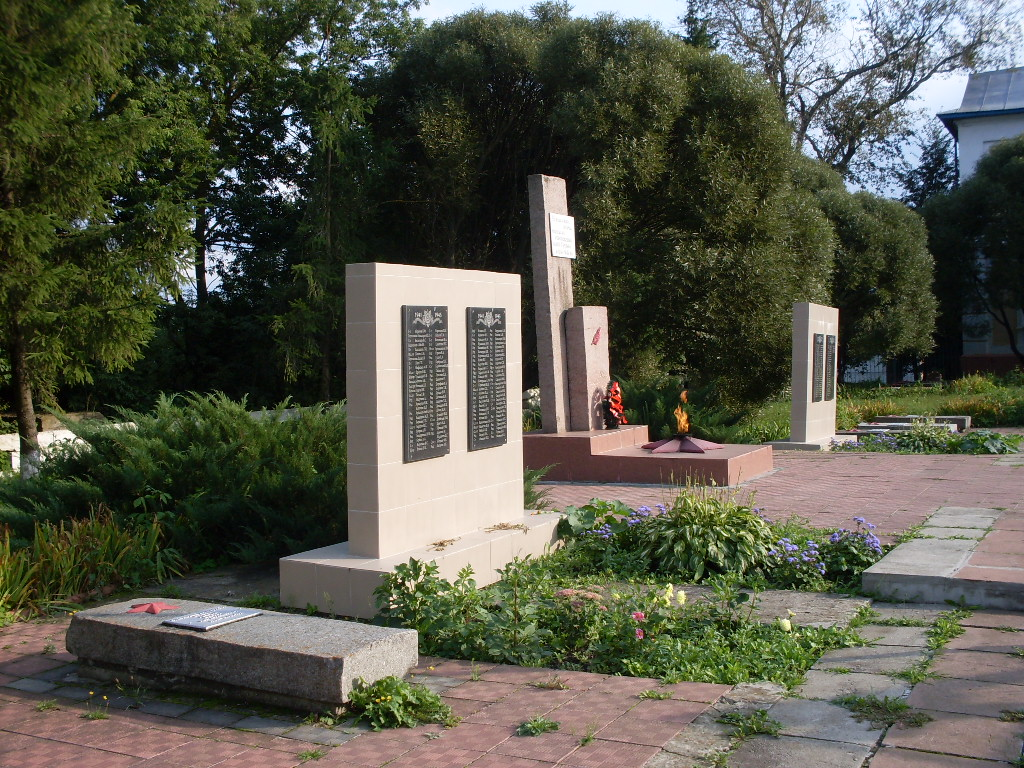
Братская могила на ул. Ленина

Город расположен на земле племени вятичей.
По мнению историков Н. Костомарова и Т. Мартемьянова, до 1556 года Болхов носил название Девягорск.
История до 1917 г.
Первое упоминание о Болхове относится к осени 1196 года, когда город, входивший в состав Черниговского княжества, сжёг владимирский князь Всеволод III Большое Гнездо. В XIV—XV веках являлся центром удельного княжества, выделившегося из состава Карачевского после смерти князя Мстислава Михайловича. После запустения восстановлен на старом городище в эпоху Ивана Грозного как укреплённый пункт на южной границе Русского государства. Упоминается в 1556 году как укрепление (Болховская крепость, возникшая на берегу ныне пересохшей реки Болховки). Осенью 1565 года Девлет Герай с небольшим войском напал на южнорусские владения. 9 октября хан осадил Болхов, но в тот же день при приближении русских полков ночью спешно бежал в степи.
В Смутное время Болхов не раз попадал в руки повстанцев. В 1608 году произошла битва под Болховом, в которой войску Лжедмитрия II удалось разгромить правительственное войско под предводительством Дмитрия Шуйского и благодаря этому двинуться на Москву.
В XVII в. в Болхове было 6 улиц: Большая Пахотная Никольская, Никольская Меньшая, Рождественская, Пречистенская, Сергеевская и 2 переулка: Никольский и Рождественский. В городе находилось городище, новый острог, таможенный двор, съезжая изба, кабак, богадельня, мельница, баня, 16 деревянных церквей, 2 монастыря и 82 лавки.
В Болховском кремле в это время было 4 ворот. Главными были Никольские ворота, названные так в честь близлежащей церкви Николы Чудотворца. Ещё трое ворот кремля — Пятницкие, Егорьевские, Афанасьевские также были названы в честь близлежащих местных церквей
В 1611—1613 годах несколько раз горел и разорялся интервентами. В 1615 г. 206 болховичей присоединились к войску Д. М. Пожарского, который вскоре сразится с отрядом А. Лисовского. В конце августа 1615 года Болхов пытался взять Александр Лисовский, однако небольшой гарнизон города во главе с воеводой Степаном Волынским отразил несколько штурмов, после чего Лисовский продолжил свой рейд по России.
В 1615 г. Болхов был отнесён к Рязанскому разряду.
В первой половине XVII века в городе находилась вотчина посла в Константинополе и боярина Ильи Даниловича Милославского, благодаря пожертвованиям которого появилось множество храмов и монастыри. Церквей в Болхове было так много, что царь Фёдор Алексеевич в 1681 году постановил учредить здесь епархию, однако замысел не был реализован.
В середине XVII века часть городских жителей (в основном служилые люди) была переселена на Белгородскую черту. Основанный ими новый город получил название Болховец или «маленький Болхов».
Во время эпидемии чумы 1654—1655 гг. в Болхове умерло 216 человек.
В 1658 г. с учреждением Белгородского разрядного полка Болхов входил в состав его Большого полка. После выделения в 1664—1666 гг. из Белгородского разряда Севского разряда и Севского разрядного полка Болхов входил в его состав. В 1678 г. гарнизон и население Болхова насчитывали 2057 человек
В 1706—1707 гг. воеводой Болхова был Арнаутов Иван Иванович. В 1727—1731 гг. воеводой Болхова был Протасов Фёдор Яковлевич.
В 1740-х годах кремль и значительная часть города были уничтожены двумя крупными пожарами. До 1781 года город был заштатным и состоял в Демшинском уезде.
В 1762—1765 гг. болховским воеводой был Пересветов Леонтий Григорьевич. Его сменил Алексей Дементьевич Федоров
В 1778 году Болхов становится уездным городом Болховского уезда Орловского наместничества (с 1796 года — Орловской губернии). В середине XIX в. настоятель Болховского Оптина монастыря Макарий подготовил первый перевод Ветхого Завета на русский язык.
В конце XIX века город являлся крупным торговым центром с развитой кожевенной промышленностью. В 1911 г. в городе была установлена телефонная связь. К 1917 г. телефонная сеть насчитывала 127 абонентов.
Советское время
С 1928 года город является центром Болховского района Орловского округа Центрально-Чернозёмной области (с 1937 года в составе Орловской области).
Великая Отечественная война 1941—1945
Весной 1942 года войска Брянского фронта предприняли наступление на Болхов. Наступление закончилось неудачно и в советской историографии не упоминалось.
Во время Орловской наступательной операции «Кутузов» в 1943 году за город происходили жестокие бои. Болхов был освобождён 29 июля 1943 года войсками 61-й армии при содействии соединений левого фланга 11-й гвардейской и 4-й танковой армий.
После войны
В 1960-е годы был разработан проект детальной перепланировки Болхова, однако данные планы воплощены в жизнь не были.
С 1 января 2006 года город образует городское поселение «Город Болхов».

### Герб
Герб Болхова утверждён 16 августа 1781 года одновременно с другими гербами городов Орловского наместничества. В верхней половине щита герб Орловский, в нижней «в серебряном поле засеянное гречихою поле, означающее изобилие сего плода».

## Население
| 1797    | 1842    | 1856    | 1890    | 1897    | 1913    | 1926    | 1931    | 1939    | 1959    |
| ------- | ------- | ------- | ------- | ------- | ------- | ------- | ------- | ------- | ------- |
| 5050    | ↗16 396 | ↗17 200 | ↗26 570 | ↘21 446 | ↗25 100 | ↘17 535 | ↘15 700 | ↘12 681 | ↘11 303 |
| 1970    | 1979    | 1989    | 1992    | 1996    | 1998    | 2000    | 2001    | 2002    | 2003    |
| ↗13 283 | ↘13 026 | ↗13 071 | ↘13 000 | ↗13 200 | ↗13 500 | ↘13 300 | ↘13 200 | ↘12 148 | ↘12 100 |
| 2005    | 2006    | 2007    | 2008    | 2009    | 2010    | 2011    | 2012    | 2013    | 2014    |
| ↗12 200 | →12 200 | ↗12 300 | ↗12 400 | ↗12 489 | ↘11 421 | ↘11 400 | ↗11 411 | ↗11 462 | ↘11 392 |
| 2015    | 2016    | 2017    | 2018    | 2019    | 2020    | 2021    | 2023    |         |         |
| ↘11 201 | ↘11 087 | ↗11 154 | ↘11 097 | ↘11 037 | ↘10 884 | ↘9495   | ↘9359   |         |         |

На 1 января 2025 года по численности населения город находился на 939-м месте из 1124 городов Российской Федерации.
Национальный состав
По итогам переписи населения 2020 года проживали следующие национальности (национальности менее 0,1 % и другое, см. в сноске к строке «Другие»):
| Национальность | Численность, чел. | Доля     |
| -------------- | ----------------- | -------- |
| Русские        | 8870              | 93,42 %  |
| Украинцы       | 52                | 0,55 %   |
| Армяне         | 38                | 0,40 %   |
| Азербайджанцы  | 37                | 0,39 %   |
| Другие         | 498               | 5,24 %   |
| Итого          | 9495              | 100,00 % |

## Достопримечательности
Город интересен с точки зрения видового расположения. Он находится на высоком берегу реки Нугрь, возвышаясь над её урезом более, чем на 70 метров. Река обвивает город, поэтому в городе есть несколько живописных видовых точек.
К 1917 году в Болхове было 28 приходских храмов и два монастыря. Большинство было разрушено в советское время, но сегодня 7 из них реконструированы.
Современная застройка города в основном деревянная. По количеству храмов (26, из них 7 хорошо сохранившихся) и гражданских строений Болхов занимает одно из первых мест в Центральной России. При этом значительная часть памятников архитектуры (особенно гражданской) толком не описаны и не взяты под охрану.
Наиболее известны Свято-Троицкая церковь (1708) и Спасо-Преображенский собор (1841—1851). Кроме того, на окраине города находится Троицкий Рождества Богородицы Оптин Монастырь (1668). На другой окраине — Богородичный Всехсвятский женский монастырь (основан в 1875 г., закрыт в 1923 г.), расписанный известным художником Ф. А. Бруни совместно с М. Н. Васильевым.
От упразднённого в 1764 году Христорождественского монастыря остались Церковь святого Алексия Митрополита и Церковь Рождества Христова.
Из памятников гражданской архитектуры (XIX век) можно отметить купеческую застройку Одерской площади и центральных улиц. Явный памятник архитектуры — здание ремонтно-механического завода у реки Нугрь, а также купеческие склады вдоль реки Нугрь (правый берег, примерно 1,5 км ниже плотины), есть старые купеческие склады, не описанные ни в одном путеводителе. Старые усадьбы иногда попадаются в самых неожиданных местах на окраине.
Болховский краеведческий музей был основан в 1918 году художником И. К. Гавриловым. В городе имеется монумент освободителям в честь 40-й годовщины победы в Великой Отечественной войне.
Болхов входит в туристический маршрут «Бирюзовое кольцо России».

Храмы
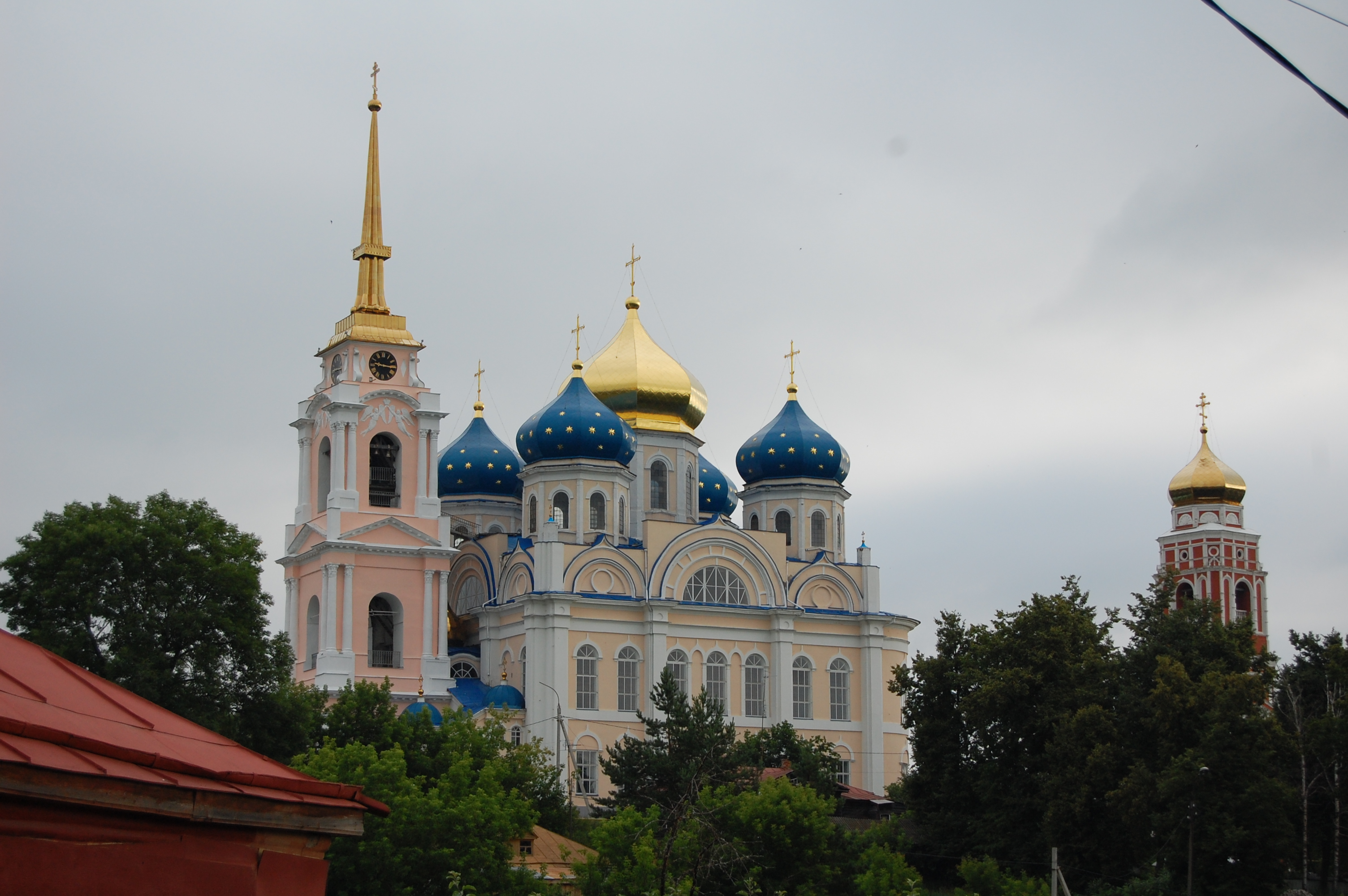
Спасо-Преображенский собор
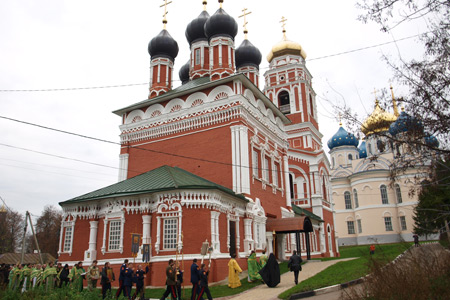
Свято-Троицкая церковь
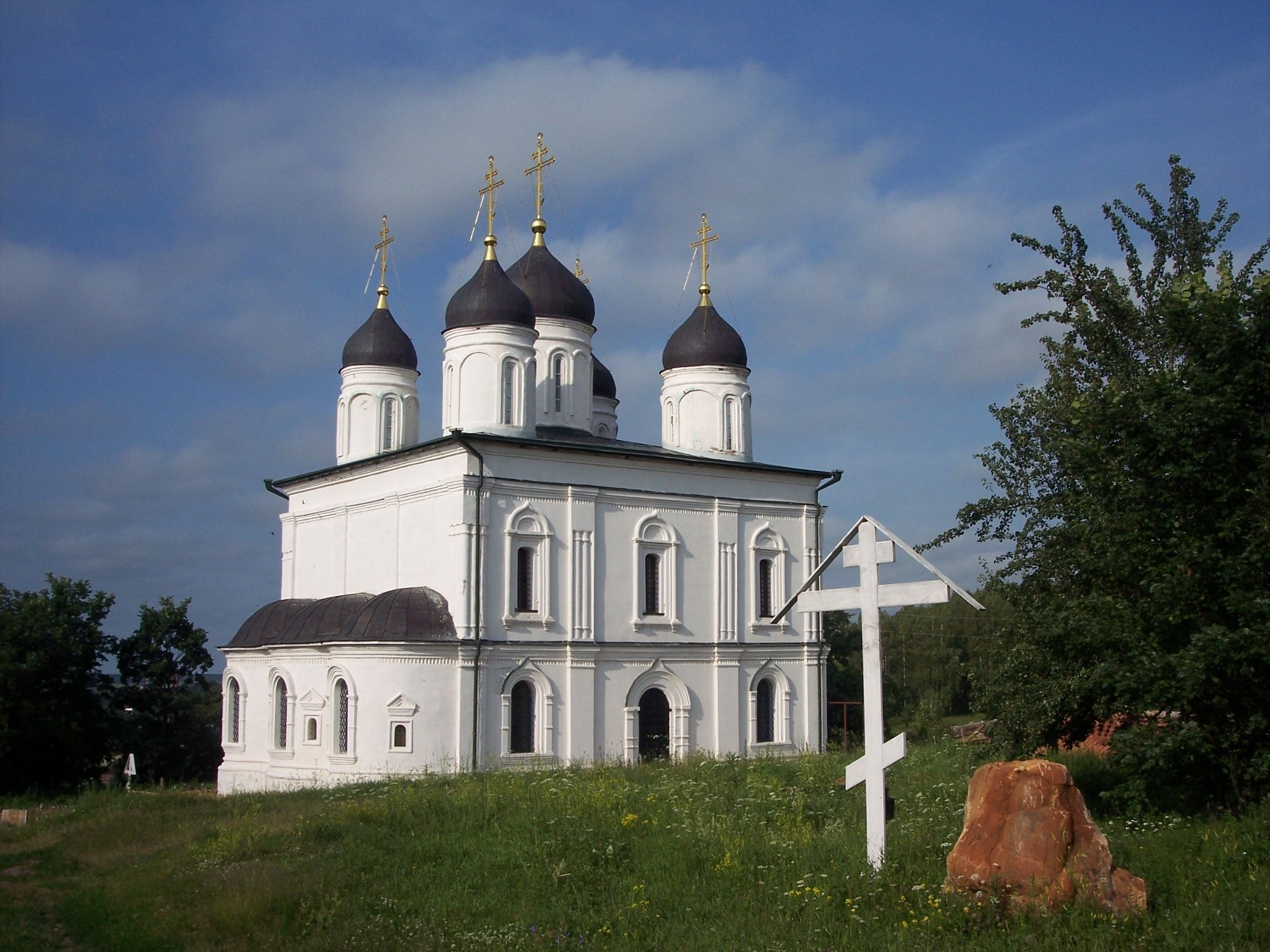
Троицкий Рождества Богородицы Оптин Монастырь
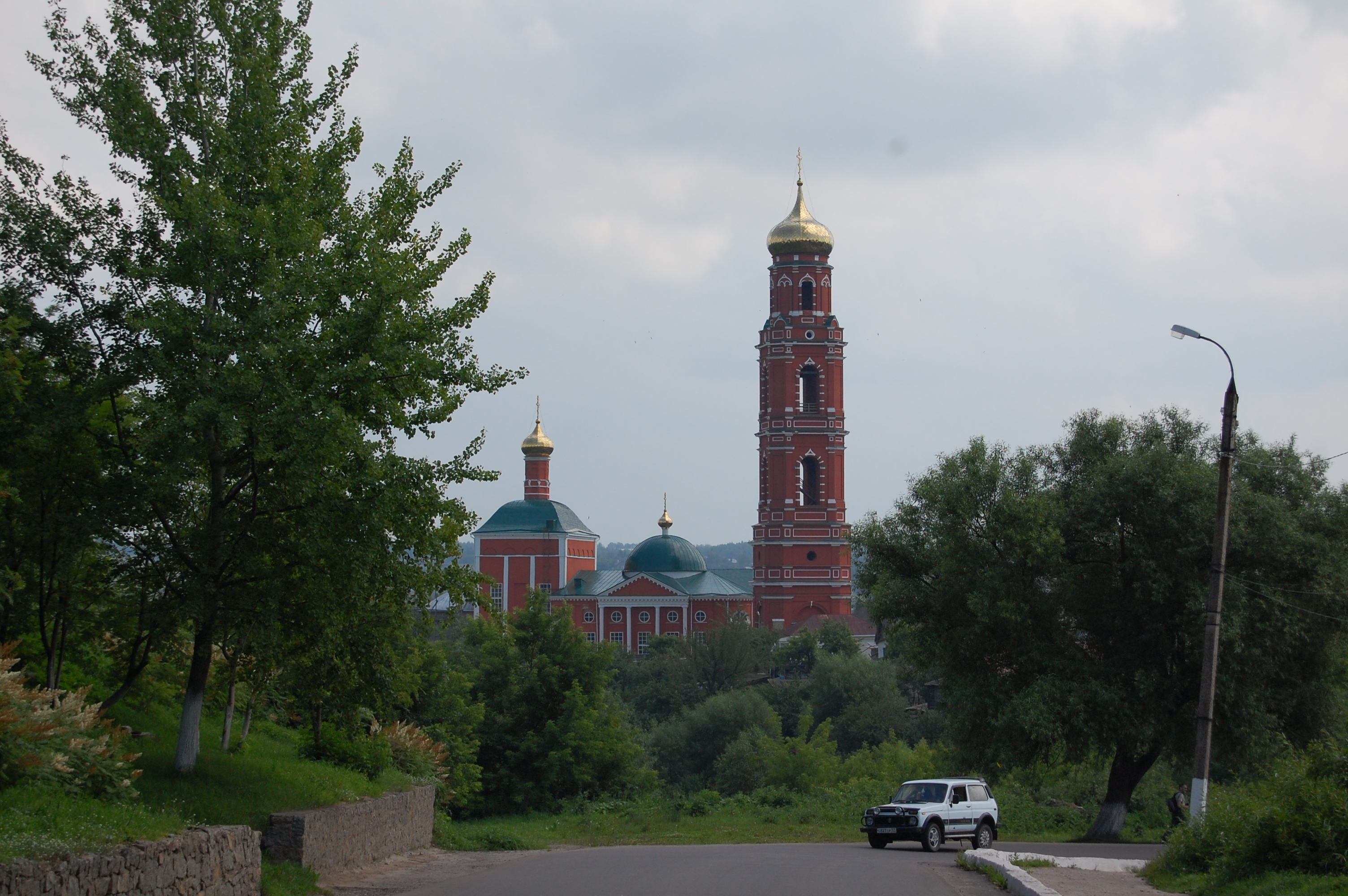
Церковь Великомученика Георгия Победоносца
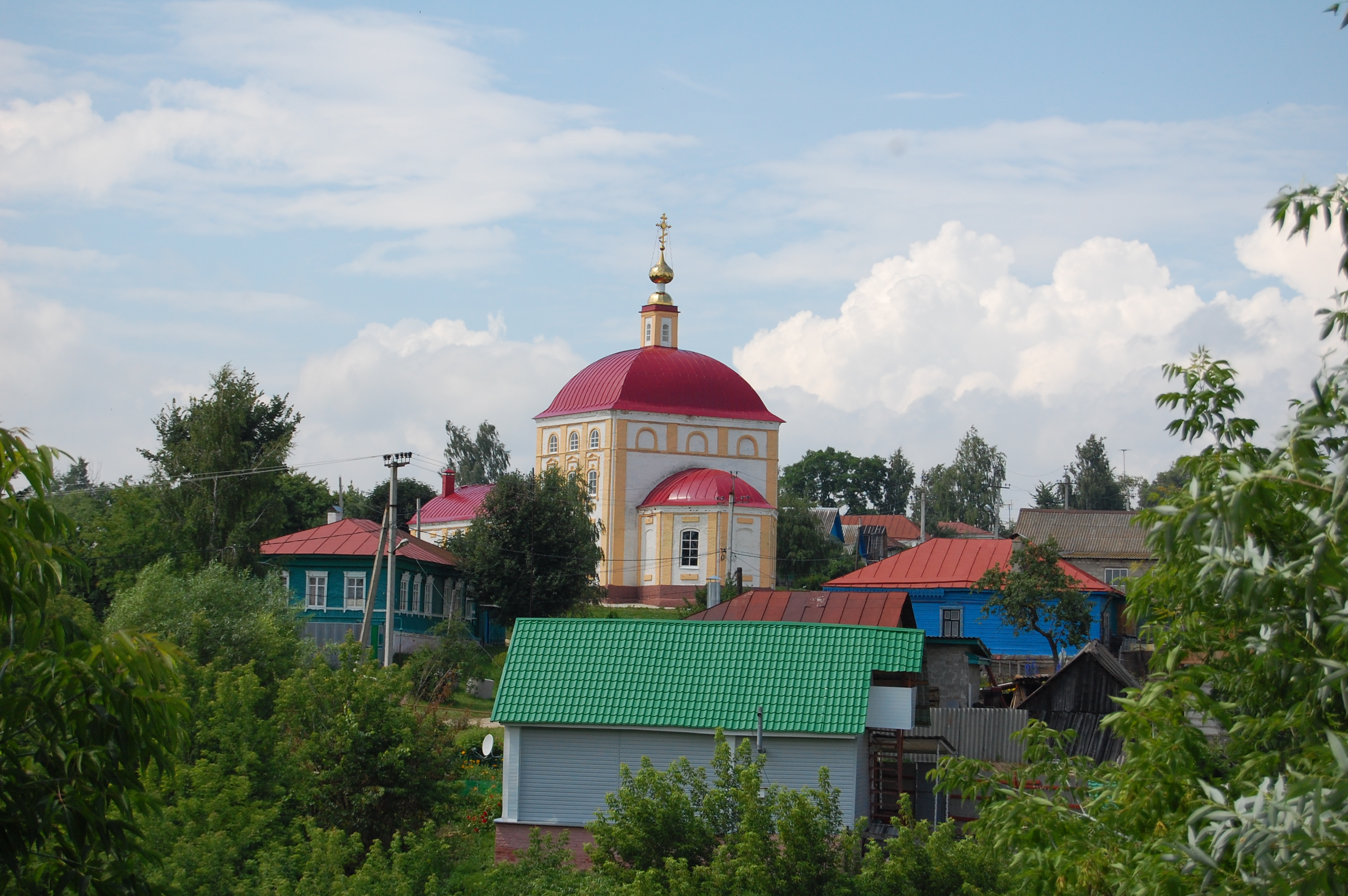
Церковь Афанасия и Кирилла, патриархов Александрийских

## Образование
Детские сады
- Детский сад № 1
- Детский сад № 2
- Детский сад № 4

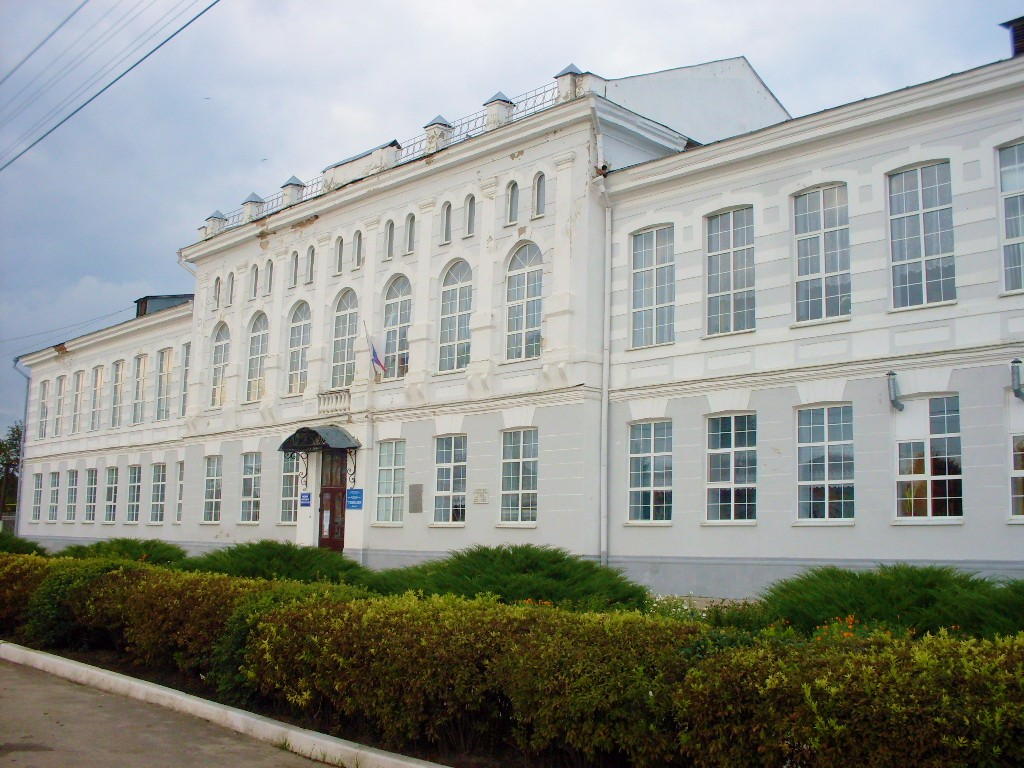
Гимназия

- Детский сад «Лучик» комбинированного вида

Школы
- Гимназия г. Болхова
- ООШ № 2
- СОШ № 3

Дополнительное образование
- Детская школа искусств
- Дом детского творчества
- Детско-юношеская спортивная школа
- Болховский муниципальный центр психолого-медико-социального сопровождения

Другое
- Болховский педагогический колледж
- Профессиональное училище № 17 (с 2013 года — Болховский филиал Орловского техникума агробизнеса и сервиса в г. Мценск)

Высшее образование
- Представительство современной гуманитарной академии.

## Спорт
В Болхове пропагандируются виды спорта: кикбоксинг, мотокросс, биатлон, футбол.

## Экономика
Промышленный сектор экономики представлен следующими предприятиями:
- ОАО «Болховский завод полупроводниковых приборов»
- ЗАО «Болховский сыродельный завод»
- Болховский хлебокомбинат (филиал «Орёлоблхлеб»)
- Филиал ОАО «Нива-Плодовощ»

## Транспорт

### Автомобильный

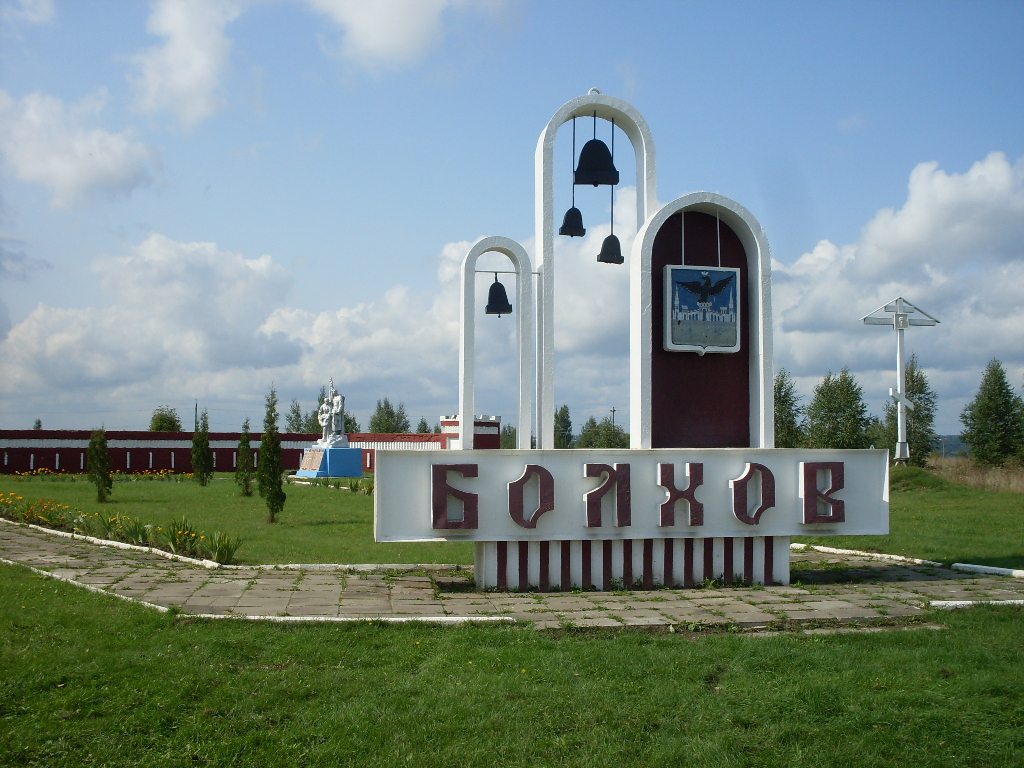
При въезде в город

Через город проходит федеральная дорога Р92 «Калуга — Орёл», а также автомобильная дорога регионального значения 54К-3 «Болхов — Хотынец — Р120».
В таблице приведены расстояния (до почтамтов) по автодорогам от г. Болхов:
| г. Белёв      | 51 км |
| г. Мценск     | 52 км |
| г. Орёл       | 60 км |
| с. Знаменское | 34 км |
| пгт. Хотынец  | 61 км |

Общественный транспорт представлен двумя городскими автобусными маршрутами:
- «Автовокзал — ул. Ямская — Сушзавод»
- «Автовокзал — Больница — Липовка»

С областным центром Болхов также связан автобусным сообщением.

### Железнодорожный
С 1943 года до 1964 года действовала Болховская узкоколейная железная дорога. Она связывала Болхов со станцией Оптуха на железнодорожной магистрали Москва — Курск.

## Улицы
В Болхове насчитывается 51 улица, 27 переулков и 2 площади.

## Знаменитые уроженцы
- А. Н. Апухтин — русский поэт.
- Н. П. Барсов — российский историк, один из основоположников русской исторической географии.
- В. И. Безменов — Герой Советского Союза.
- С. С. Головин — русский советский врач-офтальмолог, доктор медицины, профессор Московского университета.
- В. Н. Гуревич — советский архитектор и градостроитель.
- И. С. Естин — Герой Советского Союза.
- А. В. Затаевич — музыкант-этнограф, композитор, народный артист КазССР.
- Е. А. Преображенский — деятель коммунистического движения, советский экономист и социолог.
- Т. П. Седых — генерал-майор Советской Армии, участник Гражданской, советско-финской и Великой Отечественной войны.
- А. И. Стефанов — Герой Российской Федерации.
- Н. М. Страхов — советский геолог и геохимик, один из создателей современной литологии.